# 月の光 (フォーレ)

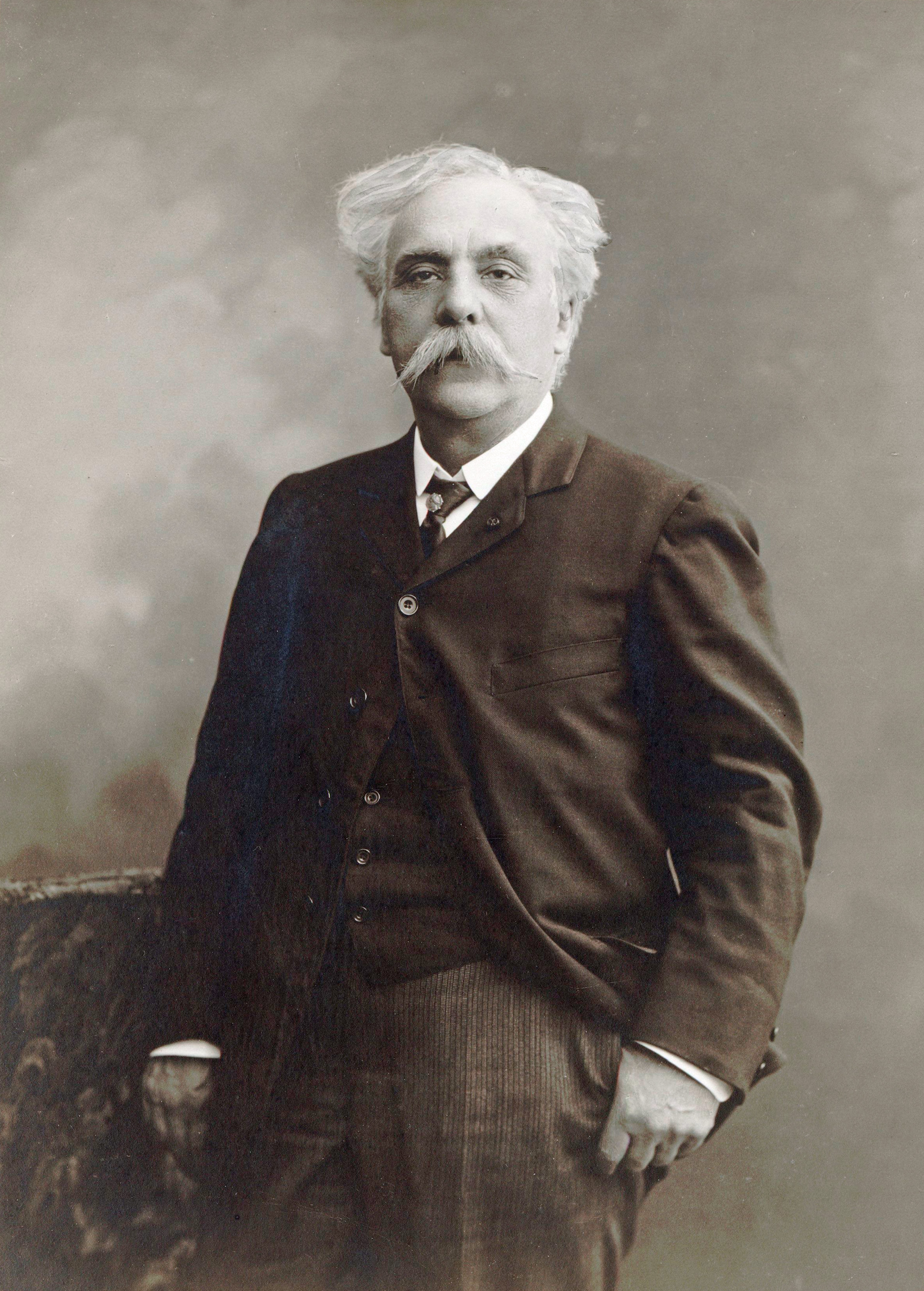
ピエール・プティによるガブリエル・フォーレ

『月の光』（つきのひかり、フランス語: Clair de Lune）作品46の2は、ガブリエル・フォーレが1887年に作曲した2つの歌曲からなる歌曲集（連作歌曲）の第2曲（変ロ短調）である。ポール・ヴェルレーヌの同名の詩『月の光』（1869年）に作曲された。エマニュエル・ジャダンに献呈されている。初演は1888年4月28日に国民音楽協会にてモーリス・バジェス（Maurice Bàges）により、オーケストラ伴奏版にて行われた。楽譜は同年にアメル社から出版された。

## 概要
本作はヴェルレーヌとフォーレという二人の才能の最初の出会いによる作品である。二人の出会いのきっかけはロベール・ド・モンテスキュー伯爵がフォーレに当時あまり知られていなかったヴェルレーヌのなる『艶なる宴』と『言葉なき恋歌』の読書を勧めたことだった。詩人でもあり、当代一流の知識人であったモンテスキューはヴェルレーヌとフォーレに美意識における血縁関係を見出したのである。
ジャンケレヴィッチによれば「『月の光』をもって、フォーレは初めて〈一番楽しい道〉を見出した。しして、その道を通して、彼はヴェルレーヌと相携えて進み、『第3歌曲集』のもっとも気高い歌、すなわちヴェネツィアに想を得たもの（『5つのヴェネツィアの歌』）とあの比類なき『優しい歌』が生まれることになるのである。－中略－『夜想曲』を13曲残したこの音楽家は好んで宵闇の魔法にかかった雰囲気を追い求める」のである。

## 楽曲

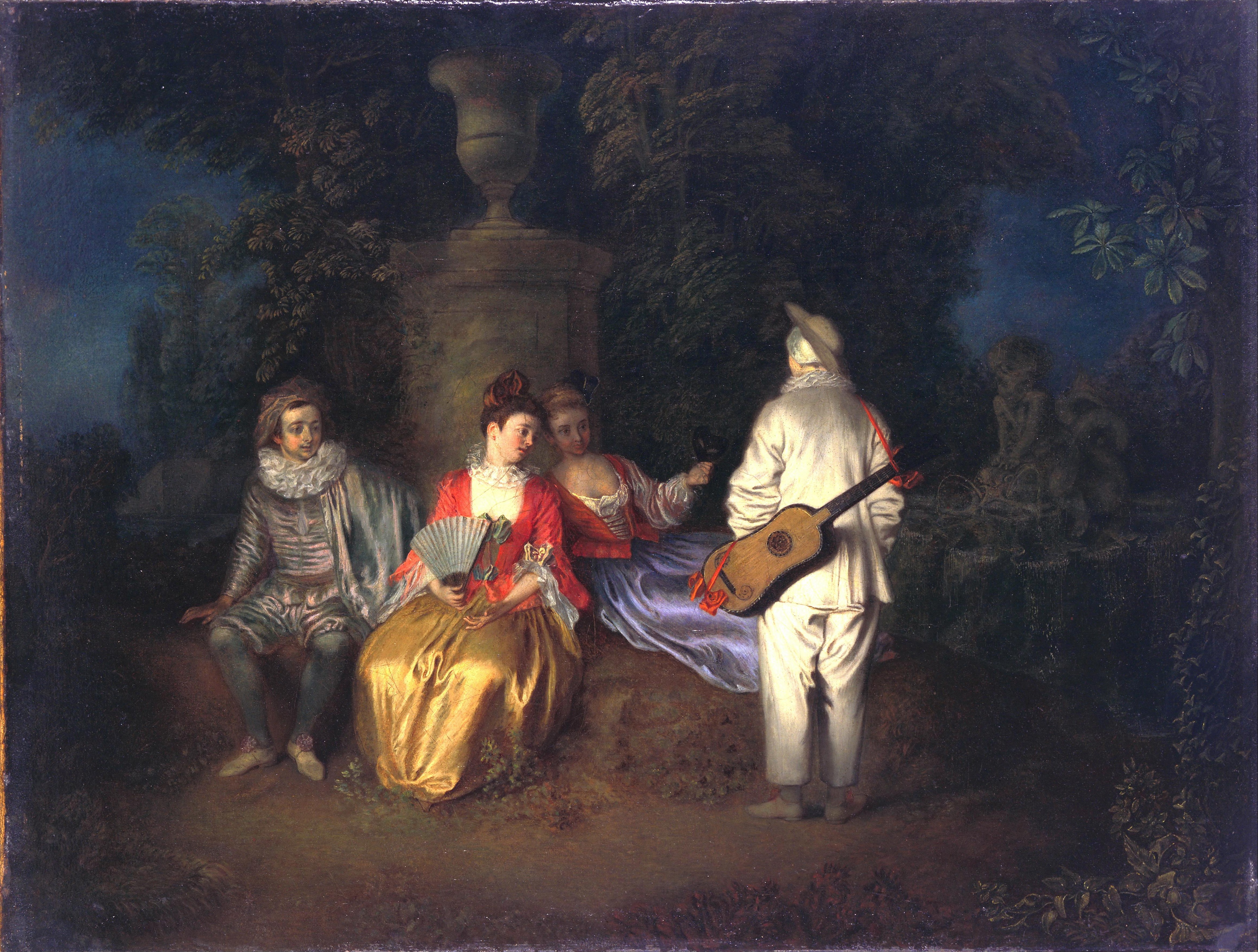
ヴァトーによる『広場の角』

末吉保雄によれば「フォーレの注目すべき着想の一つはピアノが伴奏形でなく、メヌエットを奏でることである。メヌエットと言っても18世紀前半以前の3つどりの三拍子を8分音符で分割した古風な趣を持つタイプだが、それだけに、その〈ラの旋法〉による音調と相まってヴァトーの絵画に見られるような雅やかで、気怠い、なにか物悲し気な情景を、これ以上には描けないというように現出させる。そして、声はこのメヌエットに書き加えられた対位法を歌う。とは言え、勝手気ままな動きを見せるわけではなく、メヌエットのリズム形や3度あるいは、完全四度などの音程によって完全に統一され、古典的な均整を失うことなく、リズムの自由な変容を続けていく」のである。
ヴュイエルモーズは「その成功のために魔力的な魅力が少しも弱められない『月の光』のような歌曲は、絶対的に完成されたものという感じを与えないだろうか。ヴェルレーヌの『艶なる宴』に表された妖術のようなノスタルジーのすべてを、変ロ短調の調性による月光の雰囲気中に閉じ込め、そのアラベスクのような詩を、遠くで影のように踊る、幻のメヌエットとも言うべき旋律に置き換えて、その周囲に浮遊する言葉の助けを借りることなく、それ自体ですべてが夢のような風景を作り出し、そして、このような全く心の中での状態に形を与えたのは、まさに天才と言えるのではないだろうか。詩人の心象を音楽に移すのにあたって、何と細かいところにまで、気が配られていることか」と分析している。

## 歌詞
歌詞は『月の光』を参照。

## 関連作品
- フォーレ：劇付随音楽『マスクとベルガマスク』（第6曲に「月の光」が組み込まれている）
- ドビュッシー：『月の光（フランス語版）』（1882年）
- ドビュッシー：『ベルガマスク組曲』（第3曲が「月の光」）
- ドビュッシー：『艶なる宴』（第3曲が「月の光」、1892年）[注釈 3]

### 編曲
本作はピアノ曲などに編曲もされている。また、ピアノとヴァイオリン用にも編曲されている。